# La amiază (pictură de Edward Hopper)
La amiază este o pictură în ulei pe pânză din 1949 a lui Edward Hopper, în prezent găzduită în Dayton Art Institute, Dayton, Ohio. Lucrarea înfățișează o femeie care stă în picioare și privește spre exterior din ușa unei case, cu soarele aruncând o umbră despicată peste casă.

## Descriere
La prima vedere, trăsăturile din tablou par destul de clare. O fată pe jumătate îmbrăcată stă la ușa din față, aparent așteptând pe cineva sau ceva. Dar tabloul este complex, atât din punct de vedere psihologic, cât și estetic. Hopper folosește imaginea unei fete pentru o explorare estetică a luminii și a umbrelor: umbrele de pe corpul ei sunt o extensie a umbrelor geometrice din casă. Pe de altă parte, lumina dă impresia de detașare: pereții albi contrastează puternic cu cerul albastru și cu hornul și fundația roșie a casei, iar în această lumină femeia este luminată ca și cum un reflector ar fi focalizat pe ea. Efectul este aproape obscen. Halatul ei nu este înfășurat, ceea ce oferă o imagine aproape completă a goliciunii ei, iar verticalele halatului și ale deschiderii acestuia corespund verticalelor ușii și ale ușii și golului din perdelele de lângă fereastra de deasupra.